# HORSE (basket-ball)
Pour les articles homonymes, voir Horse.

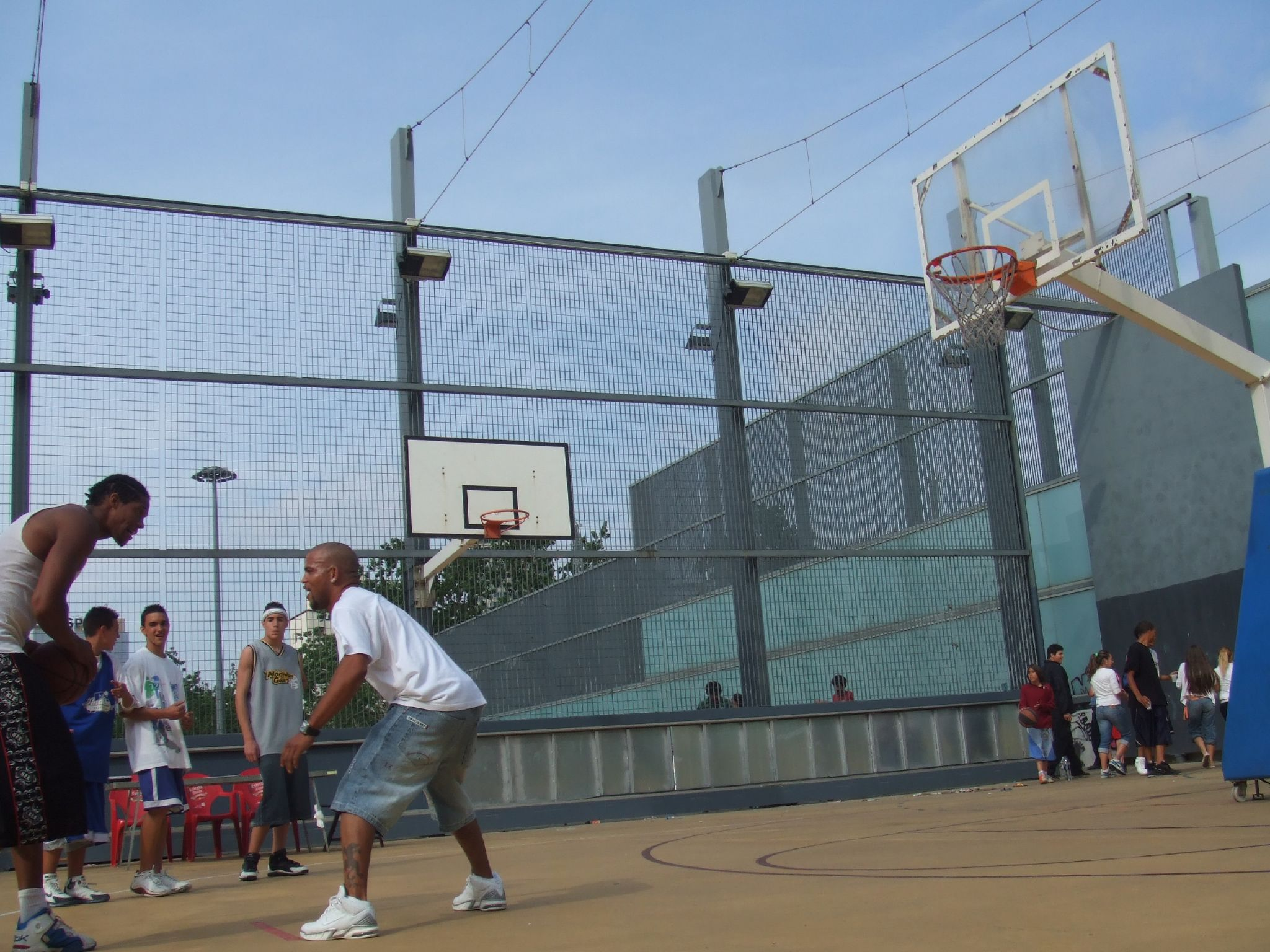
Match de basketball 1-on-1

Le HORSE (prononcé horse) est un jeu dérivé du basket-ball qui se joue au tour par tour avec deux participants ou plus,,.

## Règle du jeu
Une manche se déroule ainsi : le premier joueur tente de réussir un panier. S'il le réussit chaque joueur suivant (dans le même ordre) doit également essayer de réussir un panier avec la même technique, la même position et emplacement sur le cours par rapport au panier que le premier joueur a tenté. Si un joueur n'arrive pas à réaliser un tir spécifique, il obtient une lettre des cinq lettres de pénalité. Les cinq lettre pénalisantes composent le mot HORSE, dans cet ordre : H, O, R, S, E et le point d'exclamation "!". Le joueur reçoit la première lettre qu'il n'a pas encore reçu d'une précédente manche ratée de sa part. Quand une manche est terminée, le deuxième joueur débute la nouvelle manche avec les paramètres qu'il désire : lieu et position, type de tir ou de technique. Les concurrents n'ont pas le droit de faire du bruit pour gêner, déranger le joueur dans le but de le faire rater son lancer. Quand un joueur a obtenu les cinq lettres du mot HORSE, il est éliminé de la partie. Les manches s'enchainent jusqu'à qu'il ne reste qu'un seul joueur en lice, ce dernier joueur étant donc désigné vainqueur. Le nombre de manches n'est pas limité, et il faut jouer autant de manches que nécessaire pour qu'un seul joueur reste dans la partie sans perdre à la dernière manche.
Une variation du jeu propose au joueur ayant reçu la lettre E d'avoir une seconde chance sur ce dernier tir, ou de choisir un joueur qui doit rejouer son tir même s'il l'a déjà réussi. Si le joueur ne réussit pas son tir en seconde chance ou si le joueur choisi réussit le sien, il est éliminé. Si le joueur réussit sa seconde chance, son E est supprimé et il retourne au S, et il peut alors continuer la partie. Cela peut arriver indéfiniment dans la partie.
Une variante du jeu est aussi pratiquée : le PIG (pig). Ce sont les mêmes règles avec un mot plus court, ce qui permet de limiter la durée du jeu.

## HORSEdans la culture populaire
Le HORSE, dans certaines variantes, est pratiqué dans certains jeux vidéo de sport comme la série des Tony Hawk's, notamment Tony Hawk's Skateboarding ou Tony Hawk's Pro Skater 2,,.